# Akmensrags Fyr
Akmenrags Fyr (lettisk: Akmensraga bāka eller Akmeņraga bāka) er et fyrtårn i Sakas novads på Akmenrags huk ved Østersøens bred i det vestlige Letland.
Fyrtårnet er opførtes i mursten og benyttedes første gang i 1884. Under 1. verdenskrig blev fyrtårnet fuldstændig ødelagt, og kun det seks meter høje fundament bevaredes. Det nuværende fyrtårn opførtes i 1921. Byggematerialerne blev fragtet via Østersøen fra Liepāja, og læssedes ved Akmenrags over i lavtflydende pontoner, med hvilke leverance foregik fra havet via et nybygget midlertidigt stillads. Fyrtårnet er 38 meter højt murstenstårn, der sammen med lanternen har en diameter på 2½ meter, med et svensk AGA-apparat – acetylen-glødelampe med tre roterende lyskegler – monteret 1922, og lysende i 37½ m.o.h. I 2008 udgav Latvijas Pasts et frimærke med motiv af Akmenrags Fyr.